# 拉卡尔
拉卡尔（法語：Lacarre，法語發音：[lakaʁ]）是法国大西洋比利牛斯省的一个市镇，属于巴约讷区。

## 地理
拉卡尔（43°11'25"N, 1°9'51"W）面积4.4 平方千米，位于法国新阿基坦大区大西洋比利牛斯省，该省份为法国东南部省份，涵盖了贝阿恩与北巴斯克，西临大西洋比斯開灣，北至朗德省，东北接热尔省，东临上比利牛斯省，南与西班牙接壤。
与拉卡尔接壤的市镇（或旧市镇、城区）包括：艾尼斯-蒙日洛斯、比叙纳里茨-萨拉斯凯特、比斯坦斯-伊里贝里、加马尔特。

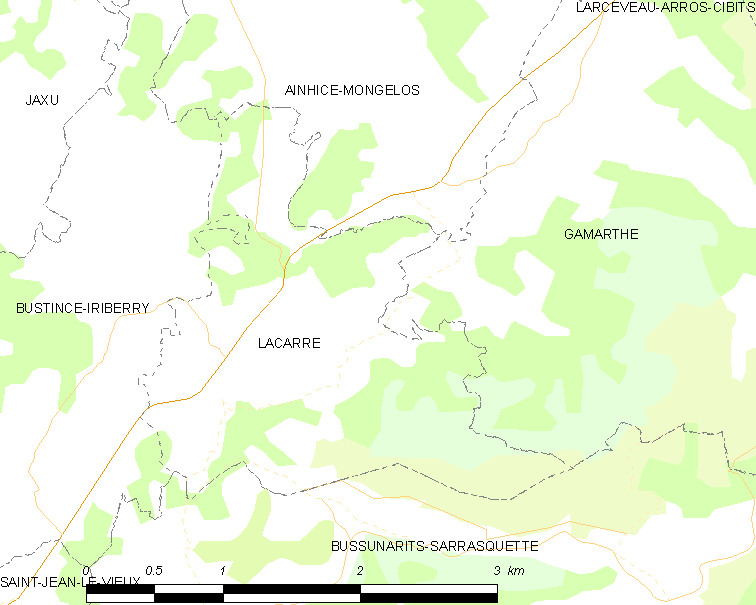
拉卡尔的OSM定位图

拉卡尔的时区为UTC+01:00、UTC+02:00（夏令时）。

## 行政
拉卡尔的邮政编码为64220，INSEE市镇编码为64297。

## 政治
拉卡尔所属的省级选区为巴斯克山地县。

## 人口

1962-2008年间拉卡尔人口变化图示

拉卡尔于2022年1月1日时的人口数量为175人。